# Copa das Nações do Oeste Africano de 2010
A Copa das Nações do Oeste Africano de 2010 foi a primeira edição oficial desta competição internacional de futebol. O torneio também foi organizado em 2002, mas foi cancelado devido a Primeira Guerra Civil da Costa do Marfim. 
Este ano, a copa foi realizada na Nigéria pela União das Federações Oeste Africanas (UFOA), e foi disputada entre os dias 9 e 18 de abril, nas cidades de Abeokuta e Ijebu Ode, estado de Ogun, sendo patrocinada pela CEDEAO. As partidas foram disputadas em dois estádios: o Gateway International Stadium (Ijebu Ode) e Estádio MKO Abiola (Abeokuta).
A Seleção Nigeriana sagrou-se a campeã da competição, ao vencer os Senegaleses por 2 a 0 na final.

## Países participantes
| - Benim - Burquina Fasso - Guiné - Gana | - Libéria - Nigéria (país sede) - Senegal - Togo |

## Primeira fase
|  | Equipes classificadas para a fase final |
|  | Equipes eliminadas na primeira fase     |

### Grupo A
| Pos. | Seleção | Pts | J | V | E | D | GP | GC | SG  |
| ---- | ------- | --- | - | - | - | - | -- | -- | --- |
| 1    | Nigéria | 9   | 3 | 3 | 0 | 0 | 11 | 1  | +10 |
| 2    | Senegal | 4   | 3 | 1 | 1 | 1 | 3  | 1  | +2  |
| 3    | Guiné   | 3   | 3 | 1 | 0 | 2 | 1  | 8  | –7  |
| 4    | Benim   | 1   | 3 | 0 | 1 | 2 | 0  | 5  | -5  |

Jogos
| 9 de abril | Nigéria | 4 – 0     | Benim |  |
|            |         | Relatório |       |  |

| 9 de abril | Senegal | 3 – 0 | Guiné |  |
|            |         |       |       |  |

| 11 de abril | Guiné | 0 – 5 | Nigéria |  |
|             |       |       |         |  |

| 11 de abril | Benim | 0 – 0 | Senegal |  |
|             |       |       |         |  |

| 13 de abril | Nigéria | 2 – 1 | Senegal |  |
|             |         |       |         |  |

| 13 de abril | Guiné | 1 – 0 | Benim |  |
|             |       |       |       |  |

### Grupo B
| Pos. | Seleção        | Pts | J | V | E | D | GP | GC | SG  |
| ---- | -------------- | --- | - | - | - | - | -- | -- | --- |
| 1    | Gana           | 9   | 3 | 3 | 0 | 0 | 9  | 0  | 9   |
| 2    | Burquina Fasso | 6   | 3 | 2 | 0 | 1 | 9  | 6  | 3   |
| 3    | Libéria        | 3   | 3 | 1 | 0 | 2 | 4  | 6  | -2  |
| 4    | Togo           | 0   | 3 | 0 | 0 | 3 | 1  | 11 | -10 |

| 10 de abril | Gana | 2 – 0 | Togo |  |
|             |      |       |      |  |

| 10 de abril | Burquina Fasso | 3 – 1 | Libéria |  |
|             |                |       |         |  |

| 12 de abril | Libéria | 0 – 3 | Gana |  |
|             |         |       |      |  |

| 12 de abril | Togo | 1 – 6 | Burquina Fasso |  |
|             |      |       |                |  |

| 14 de abril | Gana | 4 – 0 | Burquina Fasso |  |
|             |      |       |                |  |

| 14 de abril | Togo | 0 – 3 | Libéria |  |
|             |      |       |         |  |

## Fase final
|  | Semifinais     | Semifinais  |   |                | Final          | Final |  |
|  |                |             |   |                |                |       |  |
|  | 16 de abril    |             |   |                |                |       |  |
|  | Nigéria        | 1           |   |                |                |       |  |
|  | Burquina Fasso | 0           |   |                |                |       |  |
|  |                |             |   |                |                |       |  |
|  |                |             |   |                | 18 de abril    |       |  |
|  |                |             |   |                | Nigéria        | 2     |  |
|  |                | Senegal     | 0 |                |                |       |  |
|  |                |             |   |                |                |       |  |
|  |                |             |   |                |                |       |  |
|  |                |             |   |                | Terceiro lugar |       |  |
|  | 16 de abril    | 16 de abril |   | 18 de abril    | 18 de abril    |       |  |
|  | Senegal        | 3           |   | Burquina Fasso | 0              |       |  |
|  | Gana           | 1           |   |                | Gana           | 1     |  |

Semifinais
| 16 de abril | Nigéria    | 1 – 0     | Burquina Fasso | Estádio MKO Abiola, Abeokuta |
|             | Ahmed Musa | Relatório |                |                              |

| 16 de abril | Senegal | 3 – 1     | Gana | Estádio MKO Abiola, Abeokuta |
|             |         | Relatório |      |                              |

Disputa do 3º lugar
| 18 de abril | Burquina Fasso | 0 – 1     | Gana             | Estádio MKO Abiola, Abeokuta |
|             |                | Relatório | 42' Jordan Opoku |                              |

Final
| 18 de abril | Nigéria                                 | 2 – 0     | Senegal | Estádio MKO Abiola, Abeokuta |
|             | Reuben Gabriel 52' · Solomon Okpako 87' | Relatório |         |                              |

## Premiação
| Copa das Nações do Oeste Africano de 2010 |
| Nigéria                                   |
| ----------------------------------------- |
| NIGÉRIA Campeão (1º título)               |